# Vliegtuigcrash nabij Tanger
Op 22 december 1973 stortte kort voor de tussenlanding in Marokkaanse stad Tanger een vliegtuig van het type Sud Aviation SE 210 Caravelle neer in het Rifgebergte nabij Tétouan. Het toestel was eigendom van het Belgische Sobelair, een dochtermaatschappij van Sabena, maar werd geleased door luchtvaartmaatschappij Royal Air Maroc. De crash kostte het leven aan alle 106 inzittenden van het vliegtuig.
De vlucht was eerder die dag vertrokken vanaf de Franse luchthaven Le Bourget en was op weg naar het Marokkaanse Casablanca met een voorziene tussenlanding op de luchthaven Tanger-Boukhalef.  Aan boord zaten 99 passagiers, hoofdzakelijk Marokkaanse arbeiders en studenten die naar huis wilden om de feestdagen te vieren. De zevenkoppige bemanning bestond uit zes Belgische werknemers van Sobelair en een Marokkaanse steward.
Bij vertrek vanaf Parijs werd de bemanning op de hoogte gesteld dat er slecht weer voorspeld werd boven Marokko. Toch besloot de bemanning om deze "kerstvlucht" door te laten gaan. 

## De crash
Bij het naderen van de luchthaven van Tanger was het omstreeks 22 uur 's avonds al donker en aan het regenen. Daarnaast was er ook een sterke zuidwestenwind. Kort na het verkrijgen van de toestemming om te landen verloor de luchtverkeersleiding van Tanger het radiocontact met de Caravelle. Om 22 uur 10 vloog het vliegtuig tegen de flanken van het Rifgebergte in het noorden van Marokko. Bij de crash lieten alle 106 inzittenden het leven.

## Na de crash
Toen het contact met het vliegtuig was verloren startte het Marokkaanse leger een zoektocht op. De militaire vliegtuigen konden tijdens de nachtelijke speurtocht niets vinden. Pas de dag erna trof een helikopter de wrakstukken van het vliegtuig aan op zo'n 17 kilometer ten noordwesten van Tétouan op de flanken van het Rifgebergte.
Dezelfde dag werden de nabestaanden van de bemanning ingelicht en meldde de televisie dat er een Belgisch vliegtuig neergestort was in het Rifgebergte over de bemanning was er toen nog geen nieuws. Pas op 25 december 1973 konden de eerste reddingswerkers het vliegtuig bereiken en kwam het noodlottige nieuws dat alle 106 inzitten overleden waren.
Na de crash deden verhalen de ronde dat in dorpjes in de buurt van de rampplek Belgische sigaretten verkocht zouden zijn. De stoffelijke overschotten van de zes Belgische bemanningsleden werden gerepatrieerd naar België. Op 31 december 1973 vond er voor hen een afscheidsplechtigheid plaats in loods 41 van Sabena op  de luchthaven van Zaventem.  